# Communauté d’Agglomération de Grand Montauban

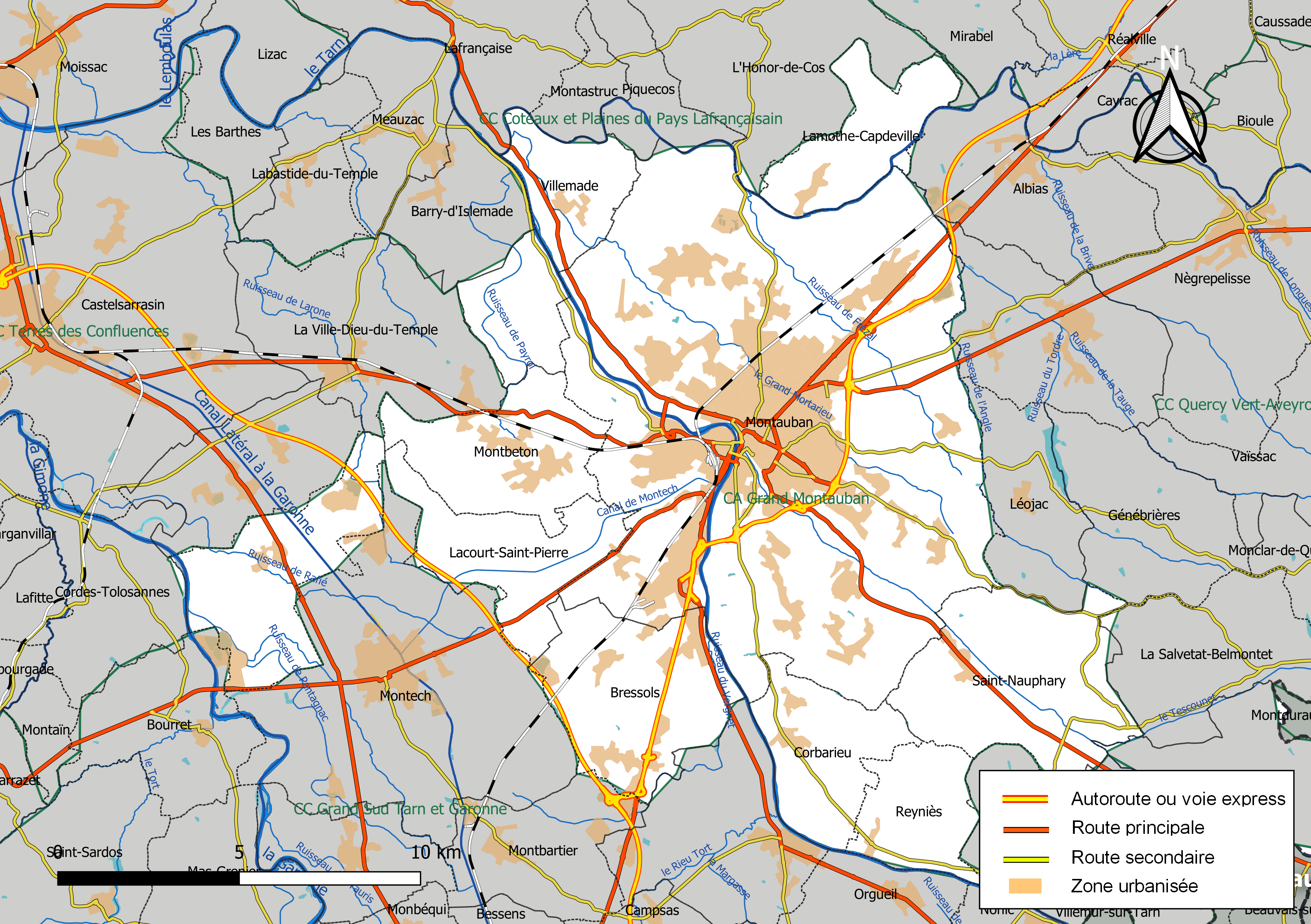
De elf gemeenten van Grand Montauban

De Communauté d’Agglomération de Grand Montauban, kortweg Grand Montauban, is een publiekrechtelijk samenwerkingsverband (communauté d’agglomération) van elf gemeenten in het Franse departement Tarn-et-Garonne. Centrum is de stad Montauban.

## Geschiedenis
Het samenwerkingsverband werd in 2000 opgericht als Communauté d'Agglomération du Pays de Montauban et des Trois Rivières. Het telde toen acht gemeenten. In 2010 kreeg het zijn nieuwe naam.

## Samenstelling
De elf gemeenten van het samenwerkingsverband zijn Montauban, Albefeuille-Lagarde, Bressols, Corbarieu, Escatalens, Lacourt-Saint-Pierre, Lamothe-Capdeville, Montbeton, Reyniès, Saint-Nauphary en Villemade. Samen tellen deze gemeenten bijna 100.000 inwoners.
In de raad (Conseil Communautaire) zetelen 48 afgevaardigden, die voor een periode van zes jaar worden verkozen. De voorzitter van de raad is de burgemeester van Montauban.

## Bevoegdheden
De communauté d’agglomération heeft bevoegdheden op verschillende domeinen, gaande van economie en tewerkstelling, openbaar vervoer, afvalverwerking tot sociale zaken. Grand Montauban baat ook het conservatorium voor dans en muziek in Montauban en een sociaal centrum uit.